# Japonská zahrada Hany Bälz
V devadesátých letech 20. století byla v parku přiléhajícímu k Parkhotelu Richmond zbudována karlovarská Japonské zahrada Hany Bälz. Ke vzniku této zenové meditační zahrady dala podmět japonská návštěvnice Karlových Varů, Masumi Schmidt-Muraki, která byla věrnou přítelkyní tohoto lázeňského města. Zahrada byla pojmenována po manželce významného německého lékaře Erwina von Bälz, která se podílela na sblížení japonské a evropské kultury.

## Historie zahrady
Zahrada byla založena ke 150. výročí narození německého lékaře-internisty, Dr. Erwina von Bälz, který byl v roce 1876 pozván japonským císařem, aby v jeho zemi pomohl vytvořit základy moderní japonské medicíny. Zahrada byla realizována japonskými zahradníky z města Nagoja v prefektuře Aiči podle návrhu významného japonského zahradního architekta Kandži Nomury z města Kusacu. Japonská zenová zahrada byla dokončena 16. června 1998 a slavnostně zpřístupněna veřejnosti.

## Popis zahrady

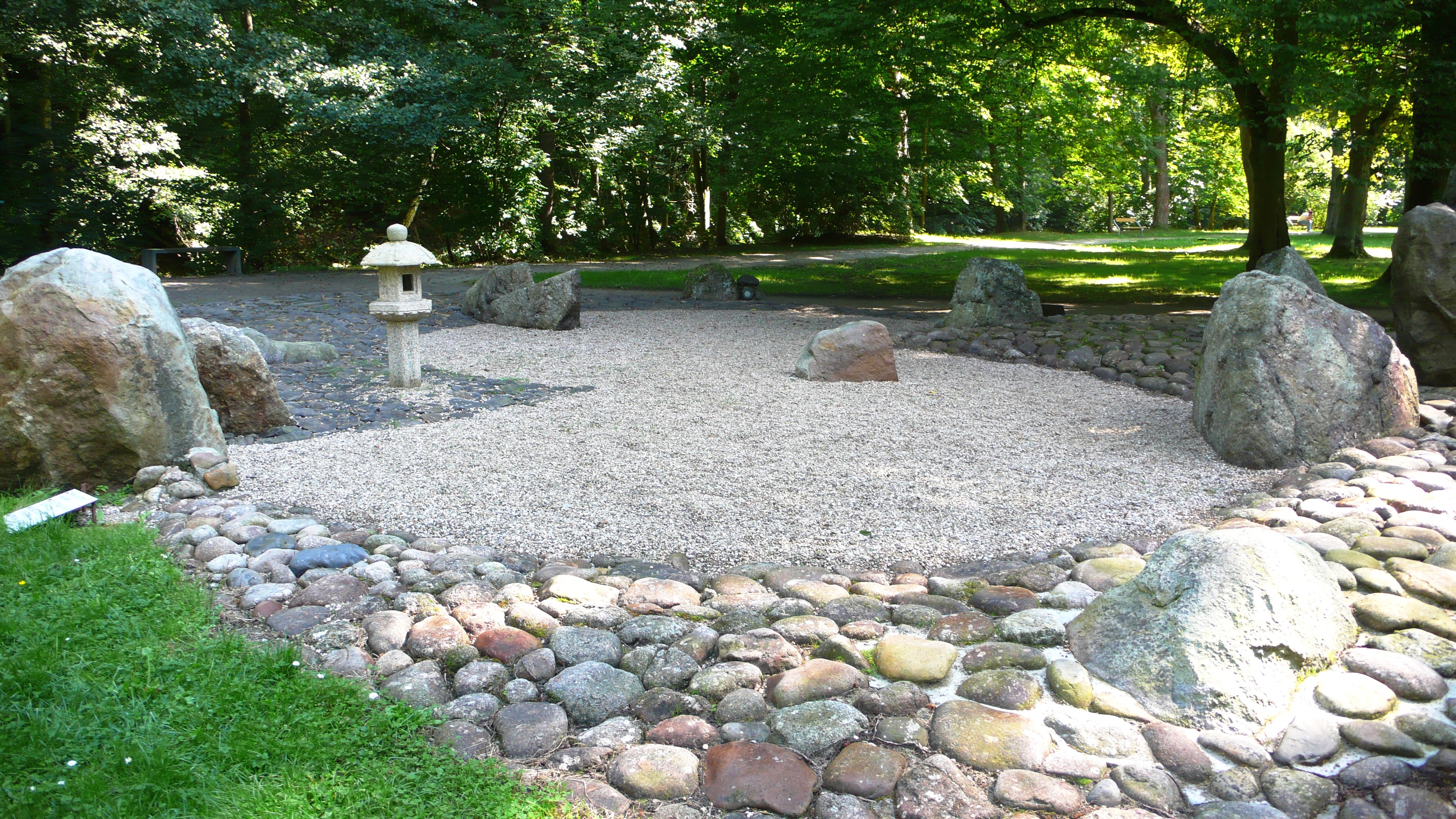
Japonská zenová meditační zahrada (detail zahrady v parku před Parkhotelem Richmond, Karlovy Vary)

Kruhový půdorys této japonské kamenné zahrady obsahuje vnitřní oblouk symbolizující principy jin a jang jako sjednocení kladu a záporu v harmonický celek. Tímto harmonickým celkem může být i sjednocující vztah Evropy a Asie, přičemž bílý štěrk znázorňuje oceán mezi východní a západní polokoulí. Z východního okraje vyčnívá směrem k západu kámen ve tvaru lodě. Uprostřed moře pak ční nevelký kámen, který je podobenstvím Dobra spojujícího východ a západ Země. Tento mnohovýznamný kámen musí mít dostatek světla. To mu zajišťuje kamenná lucerna, která je podobenstvím Buddhy, ukazatele správné cesty. V lucerně se nezapalují svíčky, neboť Buddha je sám tímto světlem.

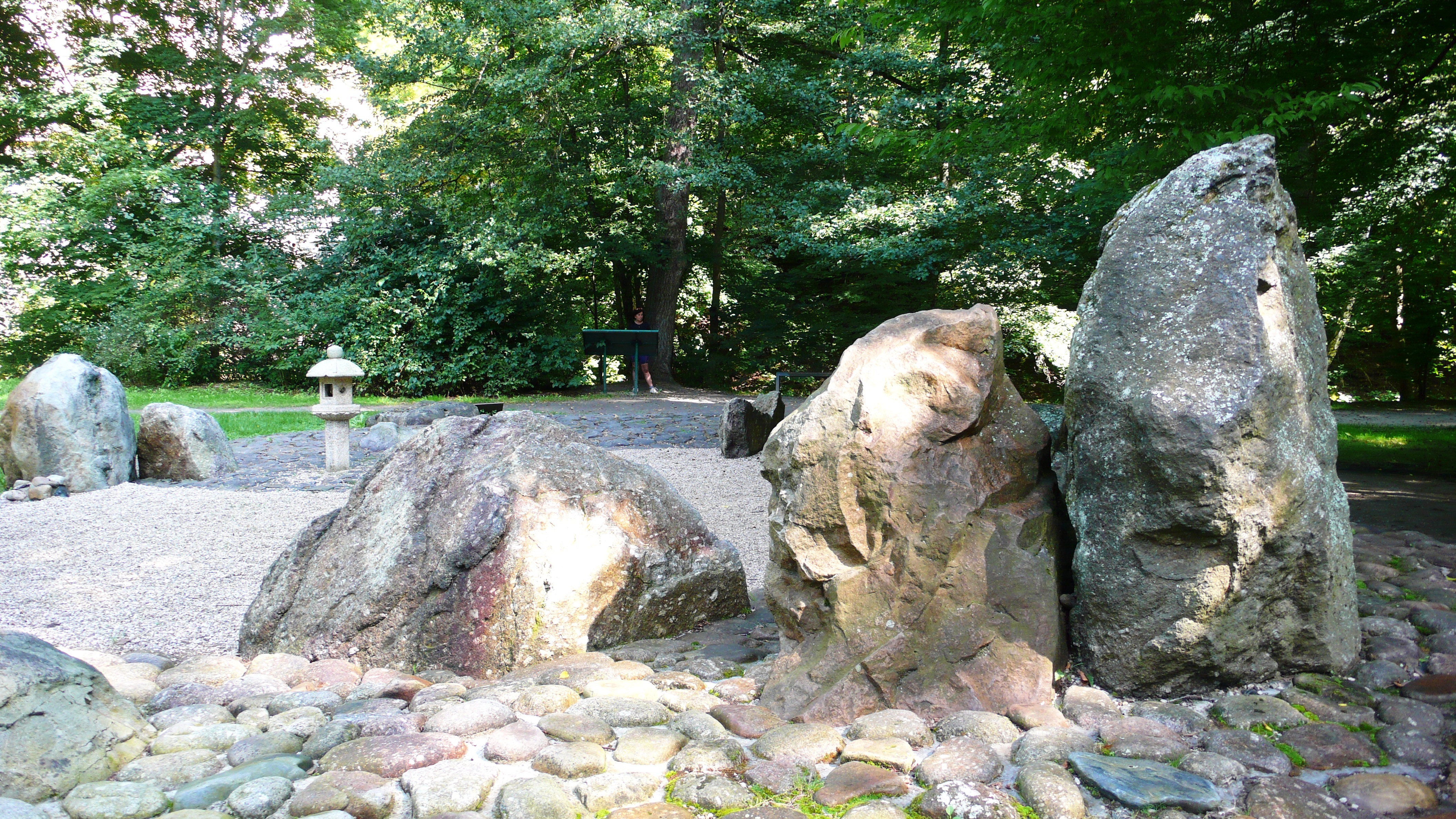
Velké kameny-symbol menhirů v Japonská zenová meditační zahrada (detail zahrady v parku před Parkhotelem Richmond, Karlovy Vary)

Některé vertikálně situované kameny jsou analogií k evropským menhirům sloužícím jako příbytky bohů. Přitom se japonští zahradníci při své práci řídili krédem Následuj kámen, což je základní ponaučení v nejstarší knize o stavbě zahrad v Japonsku, která pochází z 10. století našeho letopočtu. Ponaučení z této knihy říká, že kámen není pouhou neživou hmotou, ale má i své přání a vůli, které by měl meditující odhalit. Kameny mají harmonizovat lidskou mysl a zdraví, neboť se nabíjejí „energiemi“ z kosmu a ze zemského magnetismu. Energii pak předávají vnímavým lidem. Zemským zdrojem takové energie může být tektonický zlom v zemské kůře, který probíhá právě v parku při břehu říčky Teplá. Stavitelé zahrady toto místo rozpoznali a zahradu vybudovali nad tímto zlomem.

## Základní prvky japonské zahrady
Základními prvky japonské zenové zahrady jsou písek, štěrk a kámen. Zatímco kameny mohou představovat zemi, štěrk a písek představují řeky nebo moře. Základní tvary kamenů jsou vysoký nebo nízký vertikální kámen nebo ležící klenutý či horizontální kámen. Ve velkých japonských zahradách jich mohou být stovky, zatímco v malých zahradách tento počet je zredukován až na nepřekročitelné minimum pěti. Nejčastěji bývají seskupeny v trojicích, ale mohou mít i pětičlenné nebo sedmičlenné seskupení. Vzácnější uskupení kamenů do dvojce provází jejich různá velikost. O použití a významu kamenů v japonské zahradě tak rozhoduje nejen jejich počet, ale i tvar a složení kamene. Kameny tak jsou nejcennějšími prvky japonské zenové zahrady s významnou symbolikou pro meditující, ale i pro pouhé návštěvníky.